# Струма (1901 – 1902)
Вижте пояснителната страница за други значения на Струма.
„Струма“ е български вестник, излизал от 6 септември 1901 година до 27 юли 1902 година в Кюстендил, Княжество България.

## История
Редактиран е от Антон Николов Делев (1859 - 1902). Печата се в печатницата на Братя Дюлгерови. Абонаментът е 2 лева до края на 1901 година.
Вестникът е близък до Либералната партия (радослависти). Задачата му е да се бори за културен и материален напредък на Кюстендилски окръг. При разкола в Македоно-одринската организация и Кюстендилското македоно-одринско дружество вестникът подкрепя офицерското крило на Иван Цончев. През първата половина на 1902 година в Кюстендил се установява подпоручик Георги Сугарев, който ръководи подготовката на въстание. Сугарев настоява офицерското братство в Кюстендил да финансира издавания от Антон Делев вестник, който воюва с вестник „Изгрев“ на Иван Кепов, поддържащ позициите на комитета Станишев – Карайовов.
| Годишнина | Броеве | Дата                           |
| --------- | ------ | ------------------------------ |
| I         | 1 – 44 | 6 септември 1901 - 27 юли 1902 |